# Minická skála
Přírodní památka Minická skála byla vyhlášena v roce 1987 a nachází se na samé jihozápadní hranici okresu Mělník u Minic, okrajové části města Kralupy nad Vltavou. Důvodem ochrany je zbytek stepních společenstev.

## Popis oblasti
K nejvýznamnějším rostlinám v oblasti patří česnek tuhý, rostoucí v Čechách jen na několika místech. Dále pak zahořanka žlutá. Z hub je prokázán výskyt parazitického choroše ohňovce hrbolatého a z břichatek vzácná plešivka bělostná, hvězdovka bradavkatá a hvězdovka pastvinná. Skála údajně při pohledu od silnice připomíná profil K. H. Borovského, a proto jí místní lidé říkají též Havlíčkova skála.